# Суб'єктивне виборче право
Суб'єктивне виборче право - право громадянина брати участь у виборах, а саме: обирати (активне виборче право) і бути обраним (пасивне виборче право). Активне виборче право прийнято позначати ще як "право виборців", а пасивне виборче право як "право кандидатів".
Чинне російське законодавство дає більш широке трактування виборчого права: крім права обирати і бути обраним, до складу даного поняття включається також право брати участь у висуванні кандидатів, списків кандидатів, у передвиборній агітації, у спостереженні за проведенням виборів, роботою виборчих комісій, включаючи встановлення підсумків голосування і визначення результатів виборів, в інших виборчих діях в порядку, встановленому Конституцією України, цим законом, іншими федеральнимі законами, конституціями (статутами), законами суб'єктів Російської Федерації.
Придбання виборчого права практично скрізь обмежується системою цензів, тобто встановлених державою мінімальних вимог до обирають або обирається особам.

## Віковий ценз
У більшості країн світу придбання активного виборчого права пов'язується з досягненням людиною певного віку, часто (але не завжди) прирівнюється до віку громадянського повноліття. Наприклад, в Японії особа отримує право голосувати по досягненні віку 20 років, в Росії, США, Великій Британії, Німеччині, Швейцарії - 18 років, в Бразилії, Ірані, Нікарагуа, Австрії та на Кубі - 16 років.
Для отримання пасивного виборчого права звичайно передбачаються більш високі вікові цензи. Наприклад, Президентом РФ може бути обрана особа, яка досягла 35 років, а Президентом Італії - 50 років. Щоб бути обраним в депутати Державної Думи РФ, необхідно досягти віку 21 років на день голосування.
Встановлення максимального граничного віку для реалізації виборчих прав зазвичай не практикується, а в ряді держав (в тому числі і Росії) прямо заборонено.

## Ценз громадянства
За загальним правилом, прийнятим в більшості країн, обирати і бути обраними до органів влади цієї держави можуть тільки громадяни даної держави. Іноземці та особи без громадянства виборчих прав зазвичай позбавлені.
В окремих країнах закон надає іноземцям обмежені виборчі права. Наприклад, іноземцям, які постійно проживають в Росії, надано право обирати і бути обраними до органів місцевого самоврядування, якщо така можливість передбачена міжнародним договором.
Що стосується осіб з подвійним громадянством, то їх виборчі права також можуть бути обмежені. Зокрема, російське законодавство позбавляє біпатридів пасивного виборчого права, зберігаючи за ними активне.
У деяких державах рівень пасивного виборчого права може залежати від терміну перебування в громадянстві даної країни. Так, членом Палати представників Конгресу США може бути обрано особу, яка перебуває в громадянстві США не менше 7 років, а сенатором - не менше 9 років.

## Ценз осілості
Даний ценз передбачає, що для допуску до виборів особа повинна прожити на території країни або на території конкретної місцевості певну кількість часу.